# Myriam Alter
Myriam Alter (* 26. September 1945 in Brüssel) ist eine belgische Jazzpianistin, die vor allem als Komponistin hervorgetreten ist.

## Leben und Wirken
Alter, die aus einer sephardischen Familie stammt, erhielt klassischen Klavierunterricht ab dem achten Lebensjahr. Mit 15 Jahren unterbrach sie die Beschäftigung mit Musik und widmete sich anderen Interessen. Sie studierte Psychologie an der Universität Brüssel, arbeitete in einer Werbeagentur und eröffnete ein Tanzstudio, das sie sieben Jahre lang führte. Im Alter von 36 Jahren begann sie sich erneut mit dem Klavier zu beschäftigen und begann bald darauf zu komponieren.
Mit Ben Sluijs, Gino Lattuca, Michel Benita und Jan de Haas gründete sie ihre eigene Band und legte 1994 ihr Debütalbum Reminiscence vor. Ihren internationalen Durchbruch erzielte sie mit dem Album Alter Ego. Fünf Jahre später legte sie mit If ein Album mit Kompositionen des Tango Nuevo vor, denen 2007 mit Where Is There ein brasilianisch geprägtes Album folgte. Anders als auf diesen Alben ist sie auf It Takes Two auch als Pianistin zu hören.

## Diskographische Hinweise
- Silent Walk (Challenge Records, 1996, mit Gino Lattuca, Ben Sluijs, Stefan Lievestro, Jan de Haas)
- Alter Ego (Intuition Music, 2000, mit Ron Miles, Billy Drewes, Kenny Werner, Marc Johnson, Joey Baron)
- If (Enja, 2003, mit Dino Saluzzi, John Ruocco, Kenny Werner, Greg Cohen, Joey Baron)
- Where Is There (Enja, 2007, mit John Ruocco, Pierre Valana, Jaques Morelenbaum, Salvatore Bonafede, Greg Cohen, Joey Baron)
- Crossways (Enja, 2015, mit John Ruocco, Luciano Biondini, Michel Massot, Michel Bisceglia, Nic Thys, Landers Gyselinck)
- It Takes Two (Enja, 2020, mit Nicolas Thys)[2]